# سایلنت هیل ۲ (بازی ویدئویی ۲۰۲۴)
سایلنت هیل ۲ یک بازی ویدئویی در سبک ترس و بقا است که توسط شرکت لهستانی بلوبرتیم توسعه یافته و به‌وسیلهٔ کونامی منتشر شده است. این بازی به عنوان نسخه بازخلق‌شده بازی ویدئویی به همین نام محصول سال ۲۰۰۱ به‌شمار می‌رود که در اصل توسط تیم سایلنت توسعه یافته بود، و اولین نسخهٔ اصلی در فرنچایز سایلنت هیل، پس از سایلنت هیل: رگبار در سال ۲۰۱۲ محسوب می‌شود. سایلنت هیل ۲ در ۸ اکتبر ۲۰۲۴ برای پلتفرم‌های مایکروسافت ویندوز و پلی‌استیشن ۵ منتشر شد.
همانند بازی اصلی، داستان بازی شخصیت جیمز ساندرلند (لوک رابرتز) را روایت می‌کند، که پس از دریافت نامه‌ای از همسرش که اخیراً درگذشته است و به او می‌گوید: «در مکان مخصوص مان منتظرت هستم»، به شهر سایلنت هیل سفر می‌کند. سایلنت هیل ۲ از زاویهٔ دید سوم شخص و سامانه دوربین روی شانه مشابه با عناوین بازسازی شده فرنچایز رزیدنت ایول، همراه با سیستم مبارزه بهبود یافته برخوردار است.
بازسازی سایلنت هیل ۲ رسماً در اکتبر ۲۰۲۲ پس از ماه‌ها گمانه‌زنی و افشاگری رونمایی شد، و اولین ابتکار عملی است که توسط کونامی برای نوسازی این فرنچایز، از زمان انتشار سایلنت هیل: کتاب خاطرات (۲۰۱۲)، و پس از آن لغو عنوان سایلنت هیلز از استودیوی داخلی سابق کوجیما پروداکشنز انجام شده است. این نسخهٔ بازخلق‌شده توسط مدیر نوآوری بلوبرتیم، ماتئوش لنارت هدایت می‌شود، در حالی که به‌وسیلهٔ موتویی توکاموتو از کونامی تولید شده است. ماساهیرو ایتو و آکیرا یامائوکا که به ترتیب به عنوان طراح مخلوقات بازی و آهنگساز بازی اصلی بودند، نقش فعالی در توسعه این بازی داشته‌اند. به گفته ماچی گلومب، ایتو هنر مفهوم را برای مکان‌ها و هیولاها ارائه کرده است در حالی که یامائوکا به عنوان آهنگساز بازگشته است.

## روند بازی
سایلنت هیل ۲ یک بازی ویدئویی ترس و بقا دارای یک سیستم دوربین سوم شخص مدرن شده با سیستم مبارزات بازنگری شده است.

## بازتاب‌ها
| گردآورنده | امتیاز                       |
| --------- | ---------------------------- |
| متاکریتیک | (پی‌اس۵) ۸۷/۱۰۰ (پی‌سی) ۸۵/۱۰۰ |

| ناشر         | امتیاز |
| ------------ | ------ |
| یوروگیمر     | ۵/۵    |
| گیم‌اسپات     | ۹/۱۰   |
| گیمز ریدار+  | ۴/۵    |
| هاردکور گیمر | ۴/۵    |
| آی‌جی‌ان       | ۸/۱۰   |
| پی‌سی‌گیمزان   | ۷/۱۰   |
| پوش اسکوئر   | ۹/۱۰   |
| وی‌جی۲۴۷      | ۵/۵    |

بر طبق بازبینی جمعی وبگاه متاکریتیک، سایلنت هیل ۲ نقدهای «به‌طور کلی مطلوبی» از منتقدان دریافت کرد. اوپن‌کریتیک گزارش داد که ۹۴٪ از منتقدان این بازی را توصیه کردند.